# TKOL RMX 1234567
TKOL RMX 1234567 és un àlbum de remescles sobre The King of Limbs de la banda britànica Radiohead publicat el 16 de setembre de 2011. Es tracta d'una compilació de set vinils de 12" amb senzills i EPs remesclats per diversos artistes. També fou llançat mitjançant descàrrega digital des del web oficial del grup tant en format MP3 o WAV.
Radiohead va realitzar dos actuacions en directe a Nova York i una a Londres per celebrar la publicació de l'àlbum. El 18 de novembre de 2011, la banda va fer tres remescles addicionals de "Bloom", "Separator" i "Morning Mr Magpie" però no les van poder acabar a temps per incloure-les en els llançaments físics, així que les van posar a disposició dels seguidors mitjançant el seu web oficial via compra o streaming.

## Senzills
Inicialment van anunciar el llançament d'una sèrie de remescles com a senzills. En principi havien de ser només quatre però al final es va estendre fins a set i foren compilats conjuntament en aquest àlbum. Cada senzill fou llançat com a doble o triple cara-A en vinil 12" o com a descàrrega digital.
TKOL RMX1
El primer senzill consta de remescles de "Little by Little" i "Lotus Flower" realitzades per Caribou i Jacques Greene respectivament, i fou publicat el 4 de juliol de 2011.
TKOL RMX2
El segon senzill conté remescles de "Morning Mr Magpie" per Nathan Fake i dues remescles de "Bloom" de Mark Pritchard, i fou publicat el 15 de juliol de 2011.
TKOL RMX3
El tercer està format per remescles de "Feral" realitzada per Lone, "Morning Mr Magpie" per Pearson Sound i "Separator" per Four Tet, i fou publicat el 29 de juliol de 2011.
TKOL RMX4
El quart consta de remescles de "Give Up the Ghost" per Thriller, "Codex" per Illum Sphere i "Little By Little" per Shed, i fou publicat el 16 d'agost de 2011.
TKOL RMX5
El cinquè conté remescles de "Give Up the Ghost" per Brokenchord, una cançó creada per Altrice amb elements de totes les cançons de The King of Limbs, "TKOL (Altrice Remix)", i una remescla de "Bloom" per Blawan, i fou publicat el 26 d'agost de 2011.
TKOL RMX6
El sisè està format per dues remescles, una de "Morning Mr Magpie" reanomenada "Good Evening Mrs Magpie" per Modeselektor i una de "Bloom" per Objekt. Fou publicat el 12 de setembre de 2011.
TKOL RMX7
El setè inclou remescles de "Bloom" per Jamie xx, "Separator" per Anstam i "Lotus Flower" per SBTRKT, i fou publicat el 10 d'octubre de 2011.
TKOL RMX8
El vuitè senzill només estigué disponible per descàrrega digital des de W.A.S.T.E. Inclou remescles de "Bloom" realitzada per Jamie xx, "Separator" per Anstam i "Morning Mr Magpie" per Nathan Fake.

## Llista de cançons
| 1.            | «Little by Little» (Caribou remix)                  | 5:40  |
| 2.            | «Lotus Flower» (Jacques Greene remix)               | 7:10  |
| 3.            | «Morning Mr Magpie» (Nathan Fake remix)             | 4:52  |
| 4.            | «Bloom» (Harmonic 313 remix)                        | 5:04  |
| 5.            | «Bloom» (Mark Pritchard remix)                      | 6:07  |
| 6.            | «Feral» (Lone remix)                                | 5:17  |
| 7.            | «Morning Mr Magpie» (Pearson Sound Scavenger remix) | 4:38  |
| 8.            | «Separator» (Four Tet remix)                        | 7:03  |
| Durada total: | Durada total:                                       | 45:51 |

| 1.            | «Give Up the Ghost» (Thriller Houseghost remix) | 6:13  |
| 2.            | «Codex» (Illum Sphere remix)                    | 4:34  |
| 3.            | «Little by Little» (Shed remix)                 | 4:49  |
| 4.            | «Give Up the Ghost» (Brokenchord remix)         | 5:05  |
| 5.            | «TKOL» (Altrice remix)                          | 6:02  |
| 6.            | «Bloom» (Blawan remix)                          | 7:29  |
| 7.            | «Good Evening Mrs Magpie» (Modeselektor remix)  | 7:44  |
| 8.            | «Bloom» (Objekt remix)                          | 5:21  |
| 9.            | «Bloom» (Jamie xx rework)                       | 2:28  |
| 10.           | «Separator» (Anstam remix)                      | 4:50  |
| 11.           | «Lotus Flower» (SBTRKT remix)                   | 5:22  |
| Durada total: | Durada total:                                   | 60:00 |

## Posició en llistes
| Llista (2011) | Posició |
| ------------- | ------- |
| Estats Units  | 50      |
| França        | 79      |
| Itàlia        | 63      |
| Regne Unit    | 34      |